# Лебединська сільська рада (Кобеляцький район)
Лебединська сільська рада — колишній орган місцевого самоврядування у Кобеляцькому районі Полтавської області з центром у c. Лебедине.

## Населені пункти
Сільраді були підпорядковані населені пункти:
- c. Лебедине
- с. Гарбузівка
- с. Перегонівка
- с. Сухе
- с. Шабельники